# Celas
Die Celas ist eine von der GEMA und der britischen Verwertungsgesellschaft MCPS-PRS gegründete GmbH, die europaweit Nutzungsrechte von Komponisten, Textern und Verlegern für Musikwerke vergibt. Sie konzentriert sich ausschließlich auf Nutzungen im Internet wie beispielsweise Downloads oder Klingeltöne.
Das Musik-Repertoire, für das Celas derzeit Nutzungsrechte vergeben darf, besteht momentan aus dem anglo-amerikanischen Repertoire der EMI Music Publishing Ltd. (Vervielfältigungsrechte) sowie dem entsprechenden ‚Communication to the Public Right‘ (Recht der Zugänglichmachung - § 19 a Urheberrechtsgesetz – UrhG), welches im Namen der GEMA und der MCPS PRS wahrgenommen wird.
Die Gründung der Celas hat weitreichende Auswirkungen für alle Anbieter von Musikdiensten im Internet (z. B. Downloaddienste oder andere Content Provider). Musikalische Nutzungsrechte können – anders als im traditionellen Tonträgerbereich – nicht mehr nur über eine Verwertungsgesellschaft zentral erworben werden. Die Inhalteanbieter müssen unterschiedliche Repertoireteile jeweils individuell erwerben.
Die Aufsplittung ist Resultat einer Empfehlung der EU-Kommission vom Oktober 2005, wonach den Rechteinhabern und gewerblichen Nutzern urheberrechtlich geschützter Werke die Möglichkeit gegeben werden soll, sich für das Lizenzierungsmodell ihrer Wahl zu entscheiden.
Die bisherige Praxis der europäischen Verwertungsgesellschaften, wonach Autoren ihre Rechte nur an ihre nationalen Gesellschaften übertragen können, verstößt nach Auffassung der EU-Kommission unter anderem gegen die in Artikel 101 AEUV festgelegten Wettbewerbsregeln. Ebenso sei nicht im Sinne des EU-Wettbewerbs, wenn kommerzielle Nutzer Lizenzen nur von ihrer nationalen Gesellschaft erwerben könnten.